# 몰리세주의 철도역 목록
다음은 이탈리아 몰리세주의 철도역 목록이다. 모든 역은 이탈리아 정부 소유의 국영철도회사 페로비에 델로 스타토의 자회사인 레테 페로비아리아 이탈리아나 (RFI)가 소유하고 있다.

## RFI 소속
| 역명                                | 도시               | 도           | 등급   |
| ----------------------------------- | ------------------ | ------------ | ------ |
| 바라넬로                            | 바라넬로           | 캄포바소도   | 브론즈 |
| 보야노                              | 보야노             | 캄포바소도   | 브론즈 |
| 보네프로 산타 크로체                | 보네프로           | 캄포바소도   | 브론즈 |
| 캄포바소                            | 캄포바소           | 캄포바소도   | 실버   |
| 캄폴리에토-모나칠리오니             | 캄폴리에토         | 캄포바소도   | 브론즈 |
| 캄포마리노                          | 캄포마리노         | 캄포바소도   | 브론즈 |
| 카로빌리-로카시쿠라                 | 카로빌리           | 이세르니아도 | 브론즈 |
| 카르피노네                          | 카르피노네         | 이세르니아도 | 브론즈 |
| 카사칼렌다-구아르디알피에라         | 카사칼렌다         | 캄포바소도   | 브론즈 |
| 이세르니아                          | 이세르니아         | 이세르니아도 | 실버   |
| 라리노                              | 라리노             | 캄포바소도   | 브론즈 |
| 마트리체-몬타가노-산 조반니 인 갈도 | 마트리체           | 캄포바소도   | 브론즈 |
| 몬테네로-페타차토                   | 몬테네로디비사차   | 캄포바소도   | 브론즈 |
| 페스콜란차노-키아우치               | 페스콜란차노       | 이세르니아도 | 브론즈 |
| 리파보토니-산텔리아                 | 리파보토니         | 캄포바소도   | 브론즈 |
| 로카라빈돌라                        | 로카라빈돌라       | 이세르니아도 | 브론즈 |
| 산타가피토-론가노                   | 산타가피토         | 이세르니아도 | 브론즈 |
| 산줄리아노델산니오                  | 산줄리아노델산니오 | 캄포바소도   | 브론즈 |
| 산피에트로아벨라나-카프라코타       | 산피에트로아벨라나 | 이세르니아도 | 브론즈 |
| 세피노                              | 세피노             | 캄포바소도   | 브론즈 |
| 세사노델몰리세                      | 세사노델몰리세     | 이세르니아도 | 브론즈 |
| 세스토캄파노                        | 세스토캄파노       | 이세르니아도 | 브론즈 |
| 테르몰리                            | 테르몰리           | 캄포바소도   | 골드   |
| 바스토지라르디                      | 바스토지라르디     | 이세르니아도 | 브론즈 |
| 베나프로                            | 베나프로           | 이세르니아도 | 실버   |
| 빌라산미켈레                        | 빌라산미켈레       | 이세르니아도 | 브론즈 |
| 빈키아투로                          | 빈키아투로         | 캄포바소도   | 브론즈 |

## 같이 보기
- 이탈리아의 철도
- 페로비에 델로 스타토
- 이탈리아의 철도역
- 이탈리아의 교통